# Алан (эпоним)
Алан — согласно Неннию, родоначальник аланов и германских плёмен, из рода Иафета. Одним из первых прибыл в Европу со своими тремя сыновьями: Хессиционом, Арменоном и Ногве.

## Происхождение
Ненний приводит две цепочки предков Алана ведущих к Иафету:
Алан, как говорят, был сыном Фетебира, сына Оугомуна, сына Тоя, сына Боиба, сына Самсона, сына Маира, сына Этаха, сына Ауртаха, сына Эктета, сына Ота, сына Абира, сына Ра, сына Эзры, сына Израу, сына Боата, сына Иобаата, сына Иавана, сына Иафета
Вторая даёт информацию по «женской линии»:
Алан был сын Реи Сильвии, Рея Сильвия — дочерью Нумы Помпилия, сына Аскания; Асканий был сыном Энея, сына Анхиза, сына Троса, сына Дардана, сына Флиза, сына Иувана, сына Иафета

## Потомки
Алан считается родоначальником трёх племенных групп германцев — ингевонов, истевонов и герминонов (упоминаемых Тацитом).
- Хессицион — от него Франк, Роман, Бритт и Аламан (франки, латины, аламанны)
- Арменон — от него Гот, Валагот, Гепид, Бургунд и Лангобард (готы, валаготы, гепиды, бургунды и лангобарды)
- Ногве — от него Вандал, Саксон, Богвар (богвары, вандалы, саксы и туринги)